# Pallas (Sohn des Pandion)
Pallas (altgriechisch Νῖσος Nísos, lateinisch Pallas) war in der griechischen Mythologie der Sohn des attischen Königs Pandion und der Pylia.
Sein Vater war von den Metioniden aus Athen vertrieben worden und floh nach Megara. Er heiratete die Königstochter Pylia und wurde König von Megara. In Megara wurden ihnen die vier Söhne Aigeus, Nisos, Pallas und Lykos geboren. Nach dem Tode Pandions zogen die vier Brüder gegen Athen und verjagten die Metioniden und teilten das Reich untereinander auf. Während Aigeus Athen, Nisos Megara und Lykos Euböa erhielten, herrschte Pallas über den Süden Attikas, der aus dem südlichen Paralia und dem nördlichen Diakria bestand.
Da Aigeus keine Nachkommen hatte, wollte Pallas mit seinen 50 Söhnen, den sogenannten Pallantiden, die Herrschaft über Attika übernehmen. Doch Aigeus weigerte sich zurückzutreten. Als sich die Söhne des Pallas mit Androgeos, dem Sohn des Minos, der alle Wettkämpfe bei den Panathenäen gewonnen hatte, anfreundeten, ließ Aigeus ihn in Oinoe umbringen. Er wollte so verhindern, dass die Pallantiden zu mächtig würden. Als Minos vom Tod seines Sohnes hörte, rüstete er sich zum Krieg. Zwei Söhne des Pallas, Klytos und Butes, begaben sich zusammen mit Kephalos nach Ägina, um König Aiakos um Hilfe gegen Minos zu bitten.
Als Aigeus Theseus zu seinem Nachfolger ernannte, zogen Pallas und seine Söhne gegen diesen zu Felde. Bei Gargettos legten sie einen Hinterhalt, während Pallas mit einer Streitmacht von Sphettos vorrückte. Doch Leos von Hagnous, der Herold des Pallas, verriet den Hinterhalt und Theseus konnte die Kämpfer, die ihm auflauerten, niedermachen. Als das anrückende Heer von Theseus’ Sieg hörte, zog es sich zurück. Theseus tötete Pallas und alle Söhne.